# Rosa cymosa
Rosa cymosa là loài thực vật có hoa trong họ Hoa hồng. Loài này được Tratt. miêu tả khoa học đầu tiên năm 1823.

## Hình ảnh

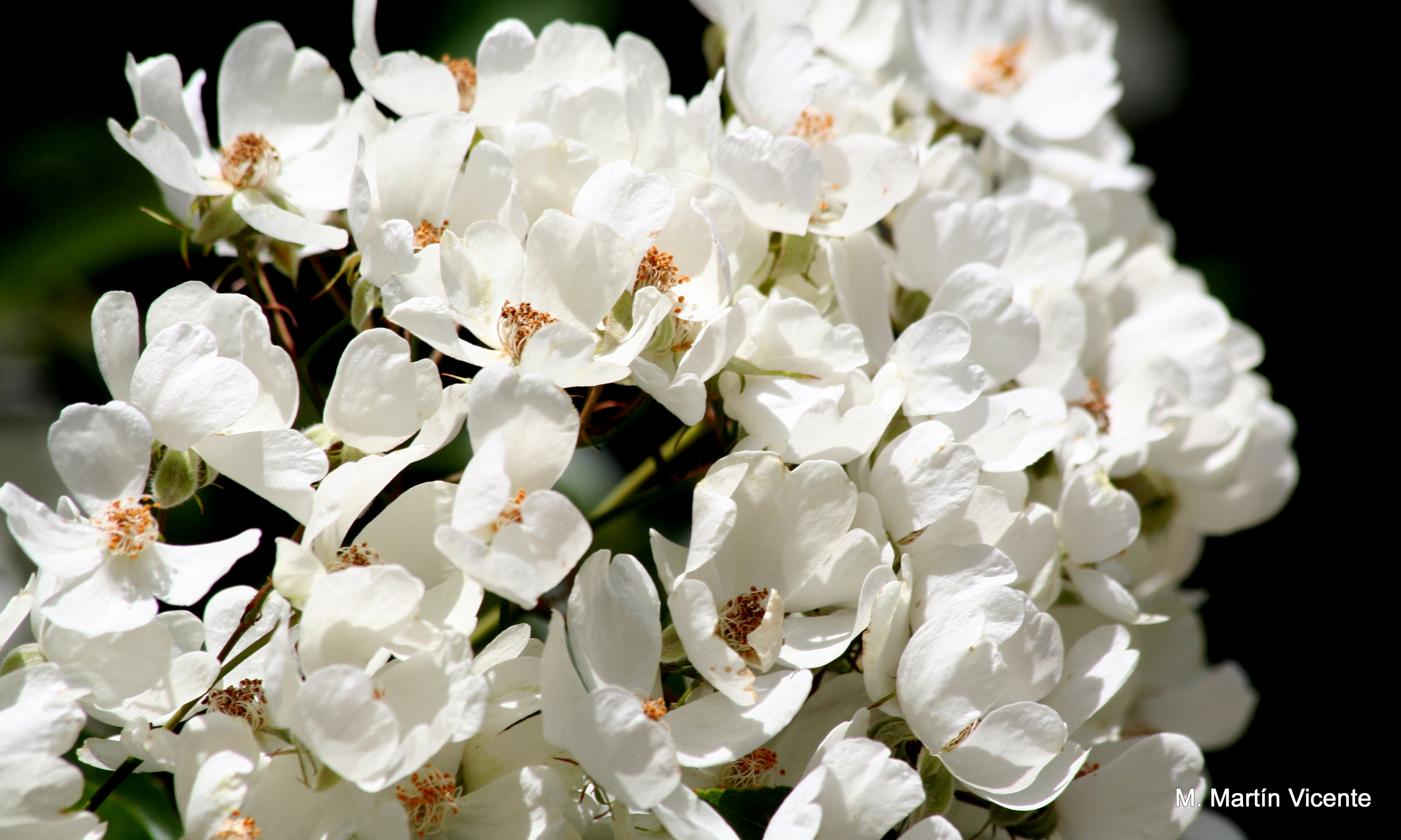